# أحداث البقيع 2009
| الإحداثيات | عدّل |

24°28′02″N 39°36′58″E / 24.467219°N 39.615996°E

لقطة اشتباكات صورت عبر جهاز نقال

أحداث البقيع مواجهات حدثت بين 20 و24 فبراير 2009 بالبقيع في السعودية بين متظاهرين شيعة وأعضاء من هيئة الأمر بالمعروف والنهي عن المنكر. (السلطة الدينية السنية في السعودية).
نتج عن تلك الاشتباكات تدخل قوات الأمن السعودية لفض تلك المواجهات، واعتقال عدد من أطراف الاشتباك.

## سوابق
الشيعة يشكلون حوالي 10 إلى 15 في المئة من سكان السعودية. الغالبية يسكنون في المدينة والمنطقة الشرقية وتعد القطيف مسقط رأس الشيعة في البلد. غالبية الشيعة في هاتين المنطقتين يتبعون المذهب الاثني عشري (الجعفري). هناك مجموعة أخرى تقطن في منطقة نجران ويتبعون المذهب الإسماعيلي.
كانت فترة أواخر فبراير/شباط 2009 فترة إجازة مدرسية (إجازة نصف السنة) وقد سافر الكثير من الشيعة الذين يقطنون المنطقة الشرقية إلى المدينة مع أهليهم في هذه الفترة. تجمهر الشيعة في الرابع والعشرين من فبراير/شباط في مقبرة البقيع لإحياء ذكرى وفاة النبي.
وحين يزور الشيعة مقابر من يعدونهم شخصيات إسلامية مهمة، فإنهم يتلون أدعية خاصة ويقيمون شعائر أخرى، مثل التقاط حفنات من التراب من حول المقبرة. وفي هذا ما يخالف تعاليم أهل السنة وخاصة التعاليم السلفية التي تركز بشكل أساسي على عقيدة التوحيد، وبالتالي تعد بعض هذه المشاعر نوعا من الشرك بالله. وعلق وزير الداخلية السعودي الأمير نايف آل سعود تحديدا على قضية جمع الرمال من مقابر الصحابة وقال «على المواطنين من بعض أجزاء المملكة الأخرى ممن يتبعون مذاهب أخرى... أن يلتزموا بهذا المبدأ».

## الاشتباكات
تقول السلطات إن الاشتباكات اندلعت عندما حاول أكثر من ألف شخص من الطائفة الشيعية الدخول إلى المقابر في الوقت غير المخصص للزيارة قبل مغيب الشمس. ولكن حسب رواية شهود عيان فإن سبب اندلاع الاشتباكات قيام شخص قيل إنه من الهيئة بتصوير مجموعة من النساء الشيعة خلال زيارتهن للمقبرة. ويبدو أن التقارير التي تحدثت عن قصة التصوير سببت تجمهر وتجمع عدد أكبر من الشيعة للاحتجاج بالمقبرة في الحادي والعشرين من فبراير/شباط. أعلنت السلطات عن فتح تحقيق في الأحداث وقالت إن بعض السنة جرى اعتقالهم.

## وصلات خارجية
- راي الشيخ عثمان الخميس في حادثة البقيع على يوتيوب
- شاهد عيان يروي الحادثة على يوتيوب